# Astromechdroid
Een astromechdroid is een fictieve droid uit de Star Wars-reeks.
Astromechdroids worden voor allerhande technische zaken ingezet, zoals het repareren van beschadigde schepen en het mede-besturen van sommige schepen. Sommige astromechdroids kunnen zelfs gevechtshandelingen uitvoeren.
Er zijn in de Star Wars reeks vier verschillende astromechdroids gemaakt, een R2, een R3, een R4 en een R5. R2 is het oudste model. Elk type heeft zijn voor- en nadelen. Ze hebben wél alle vier ongeveer hetzelfde uiterlijk: een blok met twee wielen en een uitklapbaar wiel.
Deze droids verstaan Intergalactic Basic, maar kunnen het niet spreken. Intergalactic Basic (basisintergalactisch) is een taal die overeenkomt met Engels. De enige taal die ze spreken is Droidspraak (Droid Speak), een soort pieptaaltje dat enkel vertaald kan worden door een protocoldroid of een ander speciaal apparaat.
De bekendste astromechdroid is R2-D2.
In de eerste drie geproduceerde films, de 'originele trilogie', kon R2-D2 niet vliegen. 
In de films Episode II en Episode III, die later zijn uitgebracht, maar in het verhaal zich vroeger afspelen, kan R2-D2 wel vliegen. Dit wordt verklaard doordat een astromechdroid bij aanschaf zou zijn voorzien van een Jetpack dat maar zes jaar functioneel blijft, tenzij het abonnement verlengd wordt. 

## Soorten
R2-D2De bekendste astromechdroid is R2-D2.
R2-D7
R4-D4
R4-D44
R4-P17Deze astromech droid zat in Obi-Wan Kenobi's Jedi starfigher. Hij hielp de aanvaller op Padme Amidala te traceren.
R5-D4R5-D4 was de astromech droid die Owen Lars wou kopen. Tijdens het onderhandelen rolde deze weg en bepaalde onderdelen werden opgeblazen. Lars kocht daarom R2-D2 in de plaats. Later werd R5-D4 gekocht door Peli Motto, de onderhouder bij de ruimtehaven in Mos Eisley. R5-D4 ging mee als droid voor een missie van Din Djarin / The Mandalorian.